# Табакова, Добринка
Добринка Табакова (1980, Пловдив) — болгарский композитор, живёт и работает в Великобритании.

## Биография
В 1991 году переехала в Лондон.
Училась в Королевской академии музыки в Лондоне, в Гилдхоллской школе музыки и театра, Кингс-колледже (Лондон). Посещала мастер-классы Джона Адамса, Луи Андриссена, Александра Гёра, Филипа Манури, Яниса Ксенакиса.

## Избранные произведения
- Metamorphoses, струнный квинтет (1998)
- Песни для любого времени года для меццо-сопрано и фортепиано (1999)
- Spectrum, струнный квартет (1999)
- Rhodopa для трубы и оркестра (2000)
- Свете тихий для смешанного хора a capella (2001)
- Midsummer Magic, одноактная опера (2001)
- Thrace для оркестра (2001)
- Молитва для церковного хора и органа (2002)
- Полночь для фортепиано (2003)
- The Custard Tart Opera, одноактная опера (2003)
- Bell Tower in the Clouds для струнного квартета (2004)
- Whispered Lullaby для альта и фортепиано (2004)
- Концерт для альта и струнных (2004)
- Golden Singers для валторны, виолончели и фортепиано (2005)
- Sonnets to Sundry Notes of Music, для сопрано и оркестра на стихи Шекспира (2006)
- Сюита в старинном стиле (2007)
- Ноктюрн для фортепиано (2008)
- Suite in Jazz Style для альта и фортепиано (2008)
- Хорал для органа (2009)
- The Welcoming of Spring, квартет для гамелана и ударных (2010)
- Звездная ночь для сопрано, скрипки и струнных (2011)

## Исполнители
Сочинения Табаковой исполняют Гидон Кремер, Кэтрин Стотт, Кристина Блаумане, Янин Янсен, Максим Рысанов, Эвелин Чанг, Юлиан Рахлин, Роман Минц.

## Признание
Премия Лютославского (GSMD, 1999), премия Кингc-колледжа (2007) и другие награды.